# Оскар (80-та церемонія вручення)
80-та церемонія вручення премії «Оскар» за заслуги в області кінематографа за 2007 рік відбулася 24 лютого 2008 року у театрі «Кодак» (Голлівуд, Лос-Анджелес, Каліфорнія). Церемонію проводив провідний гумористичного ток-шоу Джон Стюарт, який за два роки до цього вже вів церемонію вручення «Оскара».
Кандидати на отримання «Оскар» були оголошені 22 січня 2008 року президентом кіноакадемії Сідом Ганісом та актрисою Кеті Бейтс.

## Фільми, що отримали кілька номінацій
21 фільм брав участь у конкурсі за кількома номінаціями.
| Фільм                                              | номінації | перемоги |
| -------------------------------------------------- | --------- | -------- |
| • Старим тут не місце/No Country for Old Men       | 8         | 4        |
| • Нафта/There Will Be Blood                        | 8         | 2        |
| • Майкл Клейтон/Michael Clayton                    | 7         | 1        |
| • Спокута/Atonement                                | 7         | 1        |
| • Рататуй (м/ф)/Ratatouille                        | 5         | 1        |
| • Джуно/Juno                                       | 4         | 1        |
| • Скафандр та метелик/Le scaphandre et le papillon | 4         | -        |
| • Ультиматум Борна/The Bourne Ultimatum            | 3         | 3        |
| • Життя в рожевому кольорі/La môme                 | 3         | 2        |
| • Суїні Тодд, демон-перукар з Фліт-стріт           | 3         | 1        |
| • Зачарована/Enchanted                             | 3         | -        |
| • Трансформери/Transformers                        | 3         | -        |
| • Елізабет: Золота доба/Elizabeth: The Golden Age  | 2         | 1        |
| • Золотий компас/The Golden Compass                | 2         | 1        |
| • Далеко від неї/Away from Her                     | 2         | -        |
| • Дикуни                                           | 2         | -        |
| • Як боязкий Роберт Форд убив Джесі Джеймса        | 2         | -        |
| • Тепер я йду у дику далечінь/Into the Wild        | 2         | -        |
| • Гангстер/American Gangster                       | 2         | -        |
| • Потяг на Юму/3:10 to Yuma                        | 2         | -        |
| • Пірати Карибського моря: На краю світу           | 2         | -        |

## Список лауреатів та номінантів
★Переможці виділені окремим кольором.

### Основні категорії
| Категорії                                  | Лауреати та номінанти                                                   | Лауреати та номінанти                                                                         |
| ------------------------------------------ | ----------------------------------------------------------------------- | --------------------------------------------------------------------------------------------- |
| Найкращий фільм                            | ★Старим тут не місце (продюсери: Скотт Рудін, Ітан Коен і Джоел Коен)   | ★Старим тут не місце (продюсери: Скотт Рудін, Ітан Коен і Джоел Коен)                         |
| Найкращий фільм                            | • Спокута (продюсери: Тім Беван, Ерік Феллнер і Пол Вебстер)            |                                                                                               |
| Найкращий фільм                            | • Джуно (продюсери: Лаян Галфон, Мейсон Новік та Расселл Сміт)          |                                                                                               |
| Найкращий фільм                            | • Майкл Клейтон (продюсери: Сідні Поллак, Дженніфер Фокс і Керрі Орент) |                                                                                               |
| Найкращий фільм                            | • Нафта (продюсери:Джоенн Селлар, Пол Томас Андерсон та Деніел Лупі)    |                                                                                               |
| Найкраща режисура                          | Джоел Коен (праворуч) і Ітан Коен                                       | ★Джоел Коен і Ітан Коенза фільм«Старим тут не місце»                                          |
| Найкраща режисура                          | Джоел Коен (праворуч) і Ітан Коен                                       | • Джуліан Шнабель — «Скафандр та метелик»                                                     |
| Найкраща режисура                          | Джоел Коен (праворуч) і Ітан Коен                                       | • Джейсон Райтман — «Джуно»                                                                   |
| Найкраща режисура                          | Джоел Коен (праворуч) і Ітан Коен                                       | • Тоні Гілрой — «Майкл Клейтон»                                                               |
| Найкраща режисура                          | Джоел Коен (праворуч) і Ітан Коен                                       | • Пол Томас Андерсон — «Нафта»                                                                |
| Найкраща чоловіча роль                     | Деніел Дей-Льюїс                                                        | ★Деніел Дей-Льюїс — «Нафта» (за роль Деніела Плейнвью)                                        |
| Найкраща чоловіча роль                     | Деніел Дей-Льюїс                                                        | • Джордж Клуні — «Майкл Клейтон» (за роль Майкла Клейтона)                                    |
| Найкраща чоловіча роль                     | Деніел Дей-Льюїс                                                        | • Джонні Депп — «Суїні Тодд, демон-перукар з Фліт-стріт» (за роль Суїні Тодда)                |
| Найкраща чоловіча роль                     | Деніел Дей-Льюїс                                                        | • Томмі Лі Джонс — «У долині Ела» (за роль Хенка Дірфілд)                                     |
| Найкраща чоловіча роль                     | Деніел Дей-Льюїс                                                        | • Вігго Мортенсен — «Порок на експорт» (за роль Миколи Лужина)                                |
| Найкраща жіноча роль                       | Маріон Котійяр                                                          | ★Маріон Котійяр — «Життя в рожевому кольорі» (за роль Едіт Піаф)                              |
| Найкраща жіноча роль                       | Маріон Котійяр                                                          | • Кейт Бланшетт — «Елізабет: Золота доба» (за роль королеви Англії Єлизавети I)               |
| Найкраща жіноча роль                       | Маріон Котійяр                                                          | • Джулі Крісті — «Далеко від неї» (за роль Фіони Андерсон)                                    |
| Найкраща жіноча роль                       | Маріон Котійяр                                                          | • Лора Лінні — «Дикуни» (за роль Венді Севідж)                                                |
| Найкраща жіноча роль                       | Маріон Котійяр                                                          | • Еллен Пейдж — «Джуно» (за роль Джуно Макгаффі)                                              |
| Найкраща чоловіча роль другого плану       | Хав'єр Бардем                                                           | ★ Хав'єр Бардем — «Старим тут не місце» (за роль Антона Чигура)                               |
| Найкраща чоловіча роль другого плану       | Хав'єр Бардем                                                           | • Кейсі Аффлек — «Як боязкий Роберт Форд убив Джесі Джеймса» (за роль Роберта Форда)          |
| Найкраща чоловіча роль другого плану       | Хав'єр Бардем                                                           | • Філіп Сеймур Гоффман — «Війна Чарлі Вілсона» (за роль Гаста Авракотос)                      |
| Найкраща чоловіча роль другого плану       | Хав'єр Бардем                                                           | • Гел Голбрук — «Тепер я йду у дику далечінь» (за роль Рона Франца)                           |
| Найкраща чоловіча роль другого плану       | Хав'єр Бардем                                                           | • Том Вілкінсон — «Майкл Клейтон» (за роль Артура Еденс)                                      |
| Найкраща жіноча роль другого плану         |                                                                         | ★Тільда Свінтон — «Майкл Клейтон» (за роль Карен Кроудер)                                     |
| Найкраща жіноча роль другого плану         | • Кейт Бланшетт — «Мене там немає» (за роль Джуд Куїнн)                 |                                                                                               |
| Найкраща жіноча роль другого плану         | • Рубі Ді — «Гангстер» (за роль мами Лукас)                             |                                                                                               |
| Найкраща жіноча роль другого плану         | • Сірша Ронан — «Спокута» (за роль Брайоні Талліс (у 13 років))         |                                                                                               |
| Найкраща жіноча роль другого плану         | • Емі Раян — «Бувай, дитинко, бувай» (за роль Гелен Маккріді)           |                                                                                               |
| Найкращий оригінальний сценарій            | Діабло Коді                                                             | ★Діабло Коді — «Джуно»                                                                        |
| Найкращий оригінальний сценарій            | Діабло Коді                                                             | • Ненсі Олівер — «Ларс та справжня дівчина»                                                   |
| Найкращий оригінальний сценарій            | Діабло Коді                                                             | • Тоні Гілрой — «Майкл Клейтон»                                                               |
| Найкращий оригінальний сценарій            | Діабло Коді                                                             | • Бред Берд, Ян Пінкава і Джим Капоб'янко — «Рататуй»                                         |
| Найкращий оригінальний сценарій            | Діабло Коді                                                             | • Тамара Дженкінс — «Дикуни»                                                                  |
| Найкращий адаптований сценарій             | Джоел Коен (праворуч) і Ітан Коен                                       | ★Джоел Коен й Ітан Коен — «Старим тут не місце» (за однойменним романом Кормака Маккарті)     |
| Найкращий адаптований сценарій             | Джоел Коен (праворуч) і Ітан Коен                                       | • Крістофер Гемптон — «Спокута» (за однойменним романом Іена Мак'юена)                        |
| Найкращий адаптований сценарій             | Джоел Коен (праворуч) і Ітан Коен                                       | • Сара Поллі — «Далеко від неї» (за оповіданням Еліс Манро «The Bear Went Over the Mountain») |
| Найкращий адаптований сценарій             | Джоел Коен (праворуч) і Ітан Коен                                       | • Рональд Гарвуд — «Скафандр та метелик» (за однойменною автобіографію Жана-Домініка Бобі)    |
| Найкращий адаптований сценарій             | Джоел Коен (праворуч) і Ітан Коен                                       | • Пол Томас Андерсон — «Нафта» (за романом Ептона Сінклера «Нафта!»)                          |
| найкращий анімаційний повнометражний фільм | ★Рататуй/Ratatouille (Бред Берд)                                        | ★Рататуй/Ratatouille (Бред Берд)                                                              |
| найкращий анімаційний повнометражний фільм | • Персеполіс/Persepolis (Марджан Сатрапі та Венсан Паронно)             |                                                                                               |
| найкращий анімаційний повнометражний фільм | • Тримай хвилю!/Surf's Up (Еш Браннон та Кріс Бак)                      |                                                                                               |
| Найкращий фільм іноземною мовою            | ★Фальшивомонетники/Die Fälscher (Австрія) реж.Штефан Рузовіцкі          | ★Фальшивомонетники/Die Fälscher (Австрія) реж.Штефан Рузовіцкі                                |
| Найкращий фільм іноземною мовою            | • Бофор/בופור (Ізраїль) реж. Джозеф Седар                               |                                                                                               |
| Найкращий фільм іноземною мовою            | • Катинь/Katyń (Польща) реж. Анджей Вайда                               |                                                                                               |
| Найкращий фільм іноземною мовою            | • Монгол (Казахстан) реж. Сергій Бодров ст.                             |                                                                                               |
| Найкращий фільм іноземною мовою            | • 12 (Росія) реж. Микита Михалков                                       |                                                                                               |

### Інші категорії
| категорії                                                       | Лауреати та номінанти |
| --------------------------------------------------------------- | --- |
| Найкраща музика                                                 | ★Даріо Маріанеллі — «Спокута»                                                                                                 |
| Найкраща музика                                                 | • Альберто Іглесіас — «Той, що біжить за вітром» (The Kite Runner (film))                                                     |
| Найкраща музика                                                 | • Джеймс Ньютон Говард — «Майкл Клейтон»                                                                                      |
| Найкраща музика                                                 | • Майкл Джаккіно — «Рататуй»                                                                                                  |
| Найкраща музика                                                 | • Марко Бельтрамі — «Потяг на Юму»                                                                                            |
| Найкраща пісня до фільму                                        | ★Falling Slowly — «Одного разу» — музика та слова:Глен Гансард та Маркета Ірглова                                             |
| Найкраща пісня до фільму                                        | •Happy Working Song — «Зачарована» — музика: Алан Менкен, слова: Стівен Шварц                                                 |
| Найкраща пісня до фільму                                        | •Raise It Up — «Август Раш» — музика та слова: Ямал Джозеф, Чарльз Мак і Тевін Томас                                          |
| Найкраща пісня до фільму                                        | •So Close — «Зачарована» — музика: Алан Менкен, слова: Стівен Шварц                                                           |
| Найкраща пісня до фільму                                        | •That's How You Know — «Зачарована» — музика: Алан Менкен, слова: Стівен Шварц                                                |
| найкращий монтаж                                                | ★Крістофер Раус — «Ультиматум Борна»                                                                                          |
| найкращий монтаж                                                | • Жюльєтт Вельфлин — «Скафандр та метелик»                                                                                    |
| найкращий монтаж                                                | • Джей Кессіді — «Тепер я йду у дику далечінь»                                                                                |
| найкращий монтаж                                                | • Ітан Коен, Джоел Коен — «Старим тут не місце»                                                                               |
| найкращий монтаж                                                | • Ділан Тіченор — «Нафта» |
| Найкраща операторська робота                                    | ★Роберт Елсвіт — «Нафта» |
| Найкраща операторська робота                                    | • Роджер Дікінс — «Як боязкий Роберт Форд убив Джесі Джеймса»                                                                 |
| Найкраща операторська робота                                    | • Шеймас Макгарві — «Спокута»                                                                                                 |
| Найкраща операторська робота                                    | • Януш Камінські — «Скафандр та метелик»                                                                                      |
| Найкраща операторська робота                                    | • Роджер Дікінс — «Старим тут не місце»                                                                                       |
| Найкраща робота художника-постановника, художника по декораціях | ★Данте Ферретті (постановник) , Франческа Ло Ск'яво (декоратор) — «Суїні Тодд, демон-перукар з Фліт-стріт»                    |
| Найкраща робота художника-постановника, художника по декораціях | • Артур Макс (постановник) , Бет А. Рубіно (декоратор) — «Гангстер»                                                           |
| Найкраща робота художника-постановника, художника по декораціях | • Сара Грінвуд (постановник) , Кеті Спенсер (декоратор) — «Спокута»                                                           |
| Найкраща робота художника-постановника, художника по декораціях | • Денніс Гасснер (постановник) , Анна Піннок (декоратор) — «Золотий компас»                                                   |
| Найкраща робота художника-постановника, художника по декораціях | • Джек Фіск (постановник) , Джим Еріксон (декоратор) — «Нафта»                                                                |
| Найкращий дизайн костюмів                                       | ★Олександра Бірн — «Елізабет: Золота доба»                                                                                    |
| Найкращий дизайн костюмів                                       | • Альберт Вольські — «Через Всесвіт»                                                                                          |
| Найкращий дизайн костюмів                                       | • Жаклін Дюрран — «Спокута»                                                                                                   |
| Найкращий дизайн костюмів                                       | • Маріт Аллен (номінована посмертно) — «Життя в рожевому кольорі»                                                             |
| Найкращий дизайн костюмів                                       | • Коллін Етвуд — «Суїні Тодд, демон-перукар з Фліт-стріт»                                                                     |
| найкращий звук                                                  | ★Скотт Міллан, Девід Паркер, Кірк Френсіс — «Ультиматум Борна»                                                                |
| найкращий звук                                                  | • Скіп Лівсі, Крейг Беркі, Грег Орлофф, Пітер Ф. Курланд — «Старим тут не місце»                                              |
| найкращий звук                                                  | • Ренді Том, Майкл Семанік, Док Кейн — «Рататуй»                                                                              |
| найкращий звук                                                  | • Пол Мессі, Девід Джаммарко, Jim Stuebe — «Потяг на Юму»                                                                     |
| найкращий звук                                                  | • Кевін О'Коннелл, Грег П. Расселл, Пітер Дж. Девлін — «Трансформери»                                                         |
| найкращий звуковий монтаж                                       | ★Карен Бейкер Лендерс, Пер Голлберг — «Ультиматум Борна»                                                                      |
| найкращий звуковий монтаж                                       | • Скіп Лівсі — «Старим тут не місце»                                                                                          |
| найкращий звуковий монтаж                                       | • Ренді Том, Майкл Сильверс — «Рататуй»                                                                                       |
| найкращий звуковий монтаж                                       | • Крістофер Скарабозіо, Меттью Вуд — «Нафта»                                                                                  |
| найкращий звуковий монтаж                                       | • Ітан Ван дер Рін, Майк Гопкінс — «Трансформери»                                                                             |
| Найкращі візуальні ефекти                                       | ★Майкл Л. Фінк, Білл Вестенхофер, Бен Морріс та Тревор Вуд — «Золотий компас»                                                 |
| Найкращі візуальні ефекти                                       | • Джон Нолл, Гел Т. Гікель, Чарльз Гібсон, Джон Фрейзер — «Пірати Карибського моря: На краю світу»                            |
| Найкращі візуальні ефекти                                       | • Скотт Фаррар, Scott Benza, Расселл Ерл і Джон Фрейзер — «Трансформери»                                                      |
| найкращий грим                                                  | ★Дідьє Лавернь, Жан Арчибальд — «Життя в рожевому кольорі»                                                                    |
| найкращий грим                                                  | • Рік Бейкер, Казухиро Цуджі — «Заціпка Норбіта»                                                                              |
| найкращий грим                                                  | • Ве Нілл, Мартін Семюел — «Пірати Карибського моря: На краю світу»                                                           |
| Найкращий документальний повнометражний фільм                   | ★Таксі на темну сторону/Taxi to the Dark Side (Алекс Гібні і Єва Орнер)                                                       |
| Найкращий документальний повнометражний фільм                   | • Кінця і краю немає/No End in Sight (Чарльз Фергюсон і Одрі Маррс)                                                           |
| Найкращий документальний повнометражний фільм                   | • Операція «Повернення»: Записки про військове досвіді /Operation Homecoming: Writing the Wartime Experience (Річард Роббінс) |
| Найкращий документальний повнометражний фільм                   | • Здравозахоронение/Sicko (Майкл Мур і Меган О'Хара)                                                                          |
| Найкращий документальний повнометражний фільм                   | • Війна та танці/War/Dance (Андреа Нікс і Шон Файн)                                                                           |
| Найкращий документальний короткометражний фільм                 | ★Право на спадщину/Freeheld (Синтія Вейд і Ванесса Рот)                                                                       |
| Найкращий документальний короткометражний фільм                 | • Корона/La Corona (Аманда Микели та Ізабель Вега)                                                                            |
| Найкращий документальний короткометражний фільм                 | • Салім Баба/Salim Baba (Тім Штернберг та Франциско Белло)                                                                    |
| Найкращий документальний короткометражний фільм                 | • Мати Сарі/Sari's Mother (Джеймс Лонглі)                                                                                     |
| Найкращий ігровий короткометражний фільм                        | ★Моцарт серед кишенькових злодіїв/Le Mozart des pickpockets (Філіп Поле-Віллар)                                               |
| Найкращий ігровий короткометражний фільм                        | • Вночі/Om natten (Крістіан Е. Крістіансен та Луїза Вест)                                                                     |
| Найкращий ігровий короткометражний фільм                        | • Заступник/Il supplente (Андреа Джублін)                                                                                     |
| Найкращий ігровий короткометражний фільм                        | • Аргентинське танго/Tanghi Argentini (Гвідо Тіс і Аня Делеманс)                                                              |
| Найкращий ігровий короткометражний фільм                        | • Жінка Тонто/The Tonto Woman (Деніел Барбер та Меттью Браун)                                                                 |
| Найкращий анімаційний короткометражний фільм                    | ★Петя і вовк/Peter & the Wolf (Сьюзі Темплтон і Г'ю Велчман)                                                                  |
| Найкращий анімаційний короткометражний фільм                    | • Я зустрів моржа/I Met the Walrus (Джош Раскін)                                                                              |
| Найкращий анімаційний короткометражний фільм                    | • Мадам Тутля-Путла/Madame Tutli-Putli (Кріс Левіс та Мацек щербовской)                                                       |
| Найкращий анімаційний короткометражний фільм                    | • Навіть роззяви потрапляють на небеса/Même les pigeons vont au paradis (Самуель Турнекс і Simon Vanesse)                     |
| Найкращий анімаційний короткометражний фільм                    | • Моя любовь (Олександр Петров)                                                                                               |

### Спеціальна нагорода
| Премія за видатні заслуги в кінематографі (Почесний «Оскар») | ★Роберт Ф. Бойл (Robert F. Boyle) — на знак визнання однієї з найвидатніших кар'єр у кіно художника-постановника. |